# Georges Vanhonsebrouck
Le Dr Georges Frederic Alphonse Vanhonsebrouck , né le 5 janvier 1890 à Deerlijk et mort le 8 février 1972 à Berchem (Anvers) fut un homme politique belge.
Vanhonsebrouck fut docteur en médecine.
Il fut élu conseiller communal (1938-1946) et échevin (1939-1946) de Hasselt; sénateur provincial de la province de Limbourg (1939-1949).

## Sources
- sa Bio sur ODIS